# استافیلوکوک اکوئوروم
استافیلوکوک اکوئوروم، کوکسی گرم مثبت و کواگولاز منفی در جنس (سرده) استافیلوکوک است. این باکتری، اولین بار از پوست اسب‌های سالم جدا شده است. دیواره سلولی استافیلوکوک اکوئوروم مشابه استافیلوکوک زایلوسوس است.
برخی از انواع سویه‌های استافیلوکوک اکوئوروم از سس و پنیرهای کوهستانی سوئیسی جدا شده اند.